# Franc Demšar
Franc Demšar (4. října 1864 Češnjica – 17. října 1953 Spodnja Šiška) byl rakouský politik slovinské národnosti z Kraňska, na počátku 20. století poslanec Říšské rady.

## Biografie
Byl zemědělcem a majitelem pily v Češnjici. Sloužil u zdravotnického oddělení č. 8. v Lublani jako účetní poddůstojník. Byl veřejně a politicky aktivní. Zasedal v obecní radě a v okresním silničním výboru. Byl též poslancem Kraňského zemského sněmu. Na zemský sněm byl zvolen roku 1913.
Působil i jako poslanec Říšské rady (celostátního parlamentu Předlitavska), kam usedl ve volbách do Říšské rady roku 1907, konaných poprvé podle všeobecného a rovného volebního práva. Byl zvolen za obvod Kraňsko 04. Mandát zde obhájil ve volbách do Říšské rady roku 1911.
Ve volbách roku 1907 byl popisován jako slovinský klerikální kandidát. Byl členem Slovinské lidové strany. Po volbách roku 1907 byl uváděn coby člen poslaneckého Slovinského klubu, po volbách roku 1911 jako člen Chorvatsko-slovinského klubu.